# Jette
Jette (hist. Jette-Saint-Pierre, Sint-Pieters-Jette) – miasto i gmina w Belgii, jedna z 19 w dwujęzycznym Regionie Stołecznym Brukseli, w Okręgu Stołecznym Brukseli. 1 stycznia 2023 liczyła 53 704 mieszkańców. Ośrodek przemysłu spożywczego, włókienniczego.

## Historia

### Początki i średniowiecze
Neolityczne narzędzia oraz pozostałości rzymskich willi znalezione na terenie Jette potwierdzają osadnictwo na tych terenach pochodzące z epoki kamienia i epoki brązu. Fakt nadania pierwszemu kościołowi patronatu świętego Piotra wskazuje również wczesną chrystianizację. W średniowieczu część terytorium była feudalnie zależna od Księstwa Brabancji. W 1095 roku pod ochroną księcia zostało założone przez biskupa Cambrai opactwo Dieleghem. Jego prowadzenie powierzono augustianom. W roku 1140 opactwo włączono pod ordynację norbertanów. W XIII wieku opactwo było w posiadaniu połowy terytorium gminy i odgrywało ważną rolę społeczną i ekonomiczną, aż do rewolucji francuskiej.

### Od XVII do XX wieku
Przez krótki okres Jette było częścią miasta Merchtem. W XVII wieku minister finansów za poleceniem arcyksięcia Albrechta VII i Izabeli Habsburg nabył i odnowił stary XII wieczny zamek w Ganshoren koło Jette.
W latach 90. XVIII wieku reżim, który został wprowadzony przez rewolucję francuską ograniczył drastycznie swobody religijne mieszkańców. Mnisi zostali wygnani z klasztoru w 1796 roku, a większość budynków wyburzono w roku następnym. W 1841 roku wieś Ganshoren oddzielono od Jette. W ciągu następnych dziesięcioleci, to co pozostało w Jette stopniowo straciło swój wiejski charakter, aby stać się przedmieściami Brukseli. Jego populacja, która wynosiła około 10 000 w 1900 roku wzrosła do ponad 40 000 w 1971 roku.

## Komunikacja
Przez gminę przebiega linia metra nr 6 ze stacją Belgica, jak również linie tramwajowe nr 9, 19, 51, 62 i 93. 

## Współpraca
Miejscowości partnerskie:
- Jojutla, Meksyk
- Sidi Bibi, Maroko